# Juillet 1952
Cette page présente les faits marquants du mois de juillet 1952.

## Évènements
- 2 juillet : premier vol du Corsair XF4U-7, une version spécifiquement développée pour la France. Il fut suivi de 94 F4U-7 de série (79 en 1952 et 15 en 1953). Le dernier sortit le 31 janvier 1953 et ce sera aussi le dernier Corsair jamais construit, portant le nombre d'appareils produits au total de 12 571, toutes versions confondues.
- 3 juillet : inauguration d’un accélérateur de particules au centre d’étude nucléaires de Saclay.
- 4 juillet - 17 juillet : commandés par l’Américain Davis C. Schilling, 58 chasseurs Republic F-84E Thunderjet volent de Turner, aux États-Unis, à Yokota, soit plus de 17 000 km, avec 7 escales et ravitaillement en vol au-dessus des grands parcours (Pacifique).
- 6 juillet (Formule 1) : victoire de l'italien Alberto Ascari sur une Ferrari au Grand Prix automobile de France.
- 7 juillet : le paquebot United States s'empare du ruban bleu en traversant l'océan Atlantique en 3 jours 10 heures et 40 minutes.
- 10 juillet : l’Anglais D.W. Morgan, sur Supermarine Swift, établit un record de vitesse sur le parcours Londres-Bruxelles de 1 071,648 km/h en 18 min 3,3 s.
- 11 juillet :
  - Norton Griffiths Trophy : l’Anglais W.P. Bowles, sur Miles Messenger 2A, à 212 km/h.
  - Premier vol du Farman 500 Monitor I.
  - Les Américaines Betsy Woodward et A. Saudek, sur planeur Pratt-Read N63189, établissent un record féminin de distance avec but fixé de 274,1 km.
- 11 - 12 juillet : au cours de l’une des tentatives majeures d’assaut coordonné de la guerre, des éléments aériens de la Navy, du Marine Corps, de l’Air Force ainsi que des éléments australiens et britanniques lancent des attaques sans discontinuer contre les dépôts de chemin de fer et des infrastructures industrielles à Pyongyang.
- 13 - 31 juillet : première traversée de l'Atlantique d'ouest en est par des hélicoptères Sikorsky S-55 avec escale. Équipages américains : Mc Govern, H. Jeffers et H.W. Moore, G.O. Hambrick. Les appareils sont baptisés Hop-a-Long et Whirl-o-Way.
- 16 juillet : élection générale québécoise. Maurice Duplessis (Union nationale) est réélu premier ministre du Québec.
- 18 juillet : premier vol du Dassault MD 453 « Mystère de Nuit ».
- 19 juillet :
  - Formule 1 : Grand Prix automobile de Grande-Bretagne.
  - Premier vol du Dassault MD 326.
- 21 juillet : adoption du suffrage universel en Bolivie. Le MNR amorce un processus d’incorporation des couches populaires au régime révolutionnaire. Il favorise la création de syndicats comme la Centrale ouvrière bolivienne (COB, 17 avril) et la Confédération nationale des travailleurs paysans de Bolivie (CNTCB, 15 juillet 1953). Le nouveau régime bolivien affranchit les Indiens et impose une réforme agraire.
- 22 juillet : nouvelle constitution polonaise : le pays prend officiellement le nom de République populaire de Pologne.
- 22 - 23 juillet : la monarchie égyptienne est renversée par des membres du comité des Officiers libres. Un Conseil de la révolution est formé et confie la direction du pays au général Mohammed Naguib.
- 23 juillet : 
  - retour à la Constitution de 1923 en Égypte. Ali Maher forme un gouvernement, mais le pouvoir réel est aux mains du Conseil de la révolution. Les Officiers libres se divisent. L’aile gauche et Nasser réclament un retour à la démocratie et des élections législatives sont annoncées. Une réforme agraire est promulguée, limitant la propriété foncière à 80 ha par propriétaire et 125 par famille. Devant l’hostilité de l’ancienne classe politique, le Conseil procède à de nombreuses arrestations.
  - Le Fouga CM170 Magister effectue son premier vol à Mont-de-Marsan.
- 24 juillet : vote du premier plan quinquennal nucléaire français (1952-1957). Rejet d'un amendement communiste visant à interdire les applications militaires.
- 25 juillet : 
  - début de la télévision de Radio-Canada. La programmation régulière est prévue pour septembre.
  - Le Leduc 010 no 1 doit atterrir sur le ventre ; le pilote français Y. Littolf est blessé. L’appareil avait touché le Languedoc (avion mère) au moment du largage.
- 26 juillet :
  - Argentine : mort d’Eva Perón, la très populaire épouse du général, à l’âge de 33 ans. Le régime se radicalise, s’attaquant à l’aristocratie et à l’Église catholique. Les relations avec l’armée se dégradent.
  - Une fusée Aerobee élève à 60 000 m deux singes et deux souris. Les animaux sont récupérés.
- 27 juillet : Farouk abdique en faveur de son fils Fouad et quitte l’Égypte.
- 29 juillet : premier vol transpacifique sans escale au moyen d’un appareil à réaction : un North American RB-45. Équipage : L.H. Carrington, F.W. Skook et W.D. Yancy. Le Trophée Mackay récompense cet exploit.
- 30 juillet : les Soviétiques Anna Samossadova, pilote et A.V. Neventchannaya, passagère, sur planeur A-10 no 1, établissent un record féminin de vitesse sur un parcours triangulaire de 100 km de 64,285 km/h.
- 31 juillet : un PBM-5S2 de la flottille VP-731 de l'US Navy basé à Iwakuni, Japon, en mission de patrouille maritime, est attaqué par deux MiG-15 chinois au-dessus de la mer Jaune. Deux membres d'équipage sont tués et deux autres sérieusement blessés. Le PBM-5S2, bien que sérieusement endommagé, parvient à se poser à Paengyong-do, en Corée.

## Naissances
- 1er juillet : 
  - Dan Aykroyd,  acteur, producteur et scénariste canadien.
  - Deborah Grey, ancienne politicienne fédérale.
  - Thomas Boni Yayi, personnalité politique du Bénin, président du Bénin de 2006 à 2016.
- 2 juillet : Linda M. Godwin, astronaute américaine.
- 3 juillet : 
  - Laura Branigan, chanteuse américaine († 26 août 2004)
  - Andy Fraser, musicien britannique, bassiste du groupe Free.
  - Rohinton Mistry, auteur.
- 4 juillet : 
  - Nicole Ameline, femme politique française.
  - Álvaro Uribe, homme d'État colombien.
- 5 juillet : Terence T. Henricks, astronaute américain.
- 6 juillet : 
  - George Athans, skieur.
  - Prince Johnson, homme politique libérien († 28 novembre 2024).
- 8 juillet : Marianne Williamson, écrivaine américaine.
- 10 juillet : Lee Hae-chan (이해찬, prononcez I Haî-tchan), homme politique sud-coréen.
- 12 juillet : Robert Pilés, matador français.
- 14 juillet : 
  - Jean-Paul James, évêque catholique français, évêque de Beauvais.
  - Bryon Wilfert, politicien canadien.
  - Ramón Fonseca Mora, homme politique, avocat et écrivain panaméen († 8 mai 2024).
- 15 juillet : Daniel Mesguich, acteur et homme de théâtre français.
- 16 juillet :
  - Stewart Copeland, batteur du groupe The Police.
  - Pierre Makyo, scénariste de bandes dessinées.
- 17 juillet : David Hasselhoff, acteur américain.
- 18 juillet : Jean-Michel Martial, acteur français, spécialisé dans le doublage et frère de Jacques Martial († 17 octobre 2019).
- 28 juillet : Rama X, Roi de Thaïlande depuis 2016.

## Décès
- 6 juillet :
  - Maryse Bastié (54 ans), aviatrice française, détentrice de dix records internationaux de distance et de durée (accident d'avion).
  - Louis-Alexandre Taschereau, premier ministre du Québec.
- 17 juillet : Charles Plisnier (55 ans), romancier belge, auteur socialiste de récits de mœurs.
- 26 juillet : Eva Perón (32 ans), femme politique argentine, fondatrice parti laboriste féminin.